# 魔眼殺機
《魔眼殺機》是Westwood Associates開發的電子角色扮演遊戲。遊戲1991年由Strategic Simulations在MS-DOS平台發行，之後移植到Amiga、Mega-CD、超級任天堂、PC-98等平台。
《龍》為遊戲打出5/5分。